# Montbray
Montbray és un municipi francès situat al departament de la Manche i a la regió de Normandia. L'any 2007 tenia 371 habitants.

## Demografia

### Població
El 2007 la població de fet de Montbray era de 371 persones. Hi havia 180 famílies de les quals 76 eren unipersonals (24 homes vivint sols i 52 dones vivint soles), 56 parelles sense fills, 40 parelles amb fills i 8 famílies monoparentals amb fills.
La població ha evolucionat segons el següent gràfic:
Habitants censats

### Habitatges
El 2007 hi havia 263 habitatges, 187 eren l'habitatge principal de la família, 51 eren segones residències i 25 estaven desocupats. 257 eren cases i 6 eren apartaments. Dels 187 habitatges principals, 123 estaven ocupats pels seus propietaris, 61 estaven llogats i ocupats pels llogaters i 3 estaven cedits a títol gratuït; 8 tenien dues cambres, 35 en tenien tres, 43 en tenien quatre i 101 en tenien cinc o més. 123 habitatges disposaven pel capbaix d'una plaça de pàrquing. A 95 habitatges hi havia un automòbil i a 61 n'hi havia dos o més.

### Piràmide de població
La piràmide de població per edats i sexe el 2009 era:
| Homes | Edats   | Dones |
| ----- | ------- | ----- |
| 0     | 95 o +  | 0     |
| 0     | 90 a 94 | 0     |
| 0     | 85 a 89 | 4     |
| 12    | 80 a 84 | 4     |
| 16    | 75 a 79 | 24    |
| 20    | 70 a 74 | 16    |
| 20    | 65 a 69 | 32    |
| 12    | 60 a 64 | 4     |
| 4     | 55 a 59 | 12    |
| 12    | 50 a 54 | 12    |
| 20    | 45 a 49 | 4     |
| 8     | 40 a 44 | 4     |
| 12    | 35 a 39 | 24    |
| 12    | 30 a 34 | 16    |
| 12    | 25 a 29 | 12    |
| 4     | 20 a 24 | 8     |
| 8     | 15 a 19 | 4     |
| 8     | 10 a 14 | 16    |
| 16    | 5 a 9   | 8     |
| 12    | 0 a 4   | 12    |

## Economia
El 2007 la població en edat de treballar era de 197 persones, 143 eren actives i 54 eren inactives. De les 143 persones actives 135 estaven ocupades (81 homes i 54 dones) i 8 estaven aturades (6 homes i 2 dones). De les 54 persones inactives 22 estaven jubilades, 15 estaven estudiant i 17 estaven classificades com a «altres inactius».

### Ingressos
El 2009 a Montbray hi havia 182 unitats fiscals que integraven 381 persones, la mediana anual d'ingressos fiscals per persona era de 12.955 €.

### Activitats econòmiques
Dels 21 establiments que hi havia el 2007, 2 eren d'empreses extractives, 1 d'una empresa alimentària, 1 d'una empresa de fabricació d'altres productes industrials, 4 d'empreses de comerç i reparació d'automòbils, 1 d'una empresa de transport, 1 d'una empresa d'hostatgeria i restauració, 2 d'empreses d'informació i comunicació, 1 d'una empresa financera, 3 d'empreses de serveis i 5 d'entitats de l'administració pública.
Dels 2 establiments de servei als particulars que hi havia el 2009, 1 era una oficina bancària i 1 funerària.
L'únic establiment comercial que hi havia el 2009 era una fleca.
L'any 2000 a Montbray hi havia 38 explotacions agrícoles que ocupaven un total de 1.224 hectàrees.

## Equipaments sanitaris i escolars
El 2009 hi havia una escola elemental integrada dins d'un grup escolar amb les comunes properes formant una escola dispersa.

## Poblacions més properes
El següent diagrama mostra les poblacions més properes.